# Marks (Alquin)
Marks is het debuutalbum van de Nederlandse muziekgroep Alquin uit 1972. De groep heeft dan net haar naam gewijzigd vanaf  Threshold Fear (drempelvrees) naar Alquin. De muziek is progressieve rock, waarbij af en toe een schim van de toenmalige Pink Floyd te horen is. Het album is opgenomen in de Phonogram Studio en de CTB Studio’s, beide in Nederland. Het hoesontwerp was van Josien Mars, de zus van Hein Mars, de bassist.

## Musici
- Job Tarenskeen – zang, saxofoon, percussie
- Ferdinand Bakker – gitaar, viool, piano, ARP-synthesizer, zang
- Hein Mars – basgitaar, zang
- Dick Franssen – toetsinstrumenten
- Ronald Ottenhoff – saxofoon, dwarsfluit
- Paul Weststrate – slagwerk, zang

## Muziek
| Nr. | Titel | Duur |
| --- | --- | ---- |
| 1.  | Oriental journey (Bakker, Tarenskeen)                                                                               | 4:22 |
| 2.  | The least you could do is send me some flowers (morgen zie ik je weer) (Bakker, Tarenskeen)                         | 2:25 |
| 3.  | Soft Royce (Bakker, Tarenskeen, Ottenhoff)                                                                          | 6:57 |
| 4.  | Mr. Barnum's Jr.'s magnificient and fabulous city (live) (Bakker, Ottenhoff, Franssen, Weststrate, Mars,Tarenskeen) | 5:30 |

| Nr. | Titel                                          | Duur  |
| --- | ---------------------------------------------- | ----- |
| 1.  | I Wish I Could (Bakker, Tarenskeen)            | 11:27 |
| 2.  | You always can change (Tarenskeen)             | 3:04  |
| 3.  | Marc's occasional showers (Bakker, Tarenskeen) | 3:21  |
| 4.  | Catharine's wig (Bakker, Tarenskeen)           | 2:31  |

De eerste compact disc-versie verscheen in 1990. Omdat het samen werd geperst met Mountain Queen werd de track Mr. Barnum etc. weggelaten. In 2009 bracht Esoteric Recordings het gehele originele album uit met die track en met als toevoeging Hard Royce.